# Thomas vom Bruch

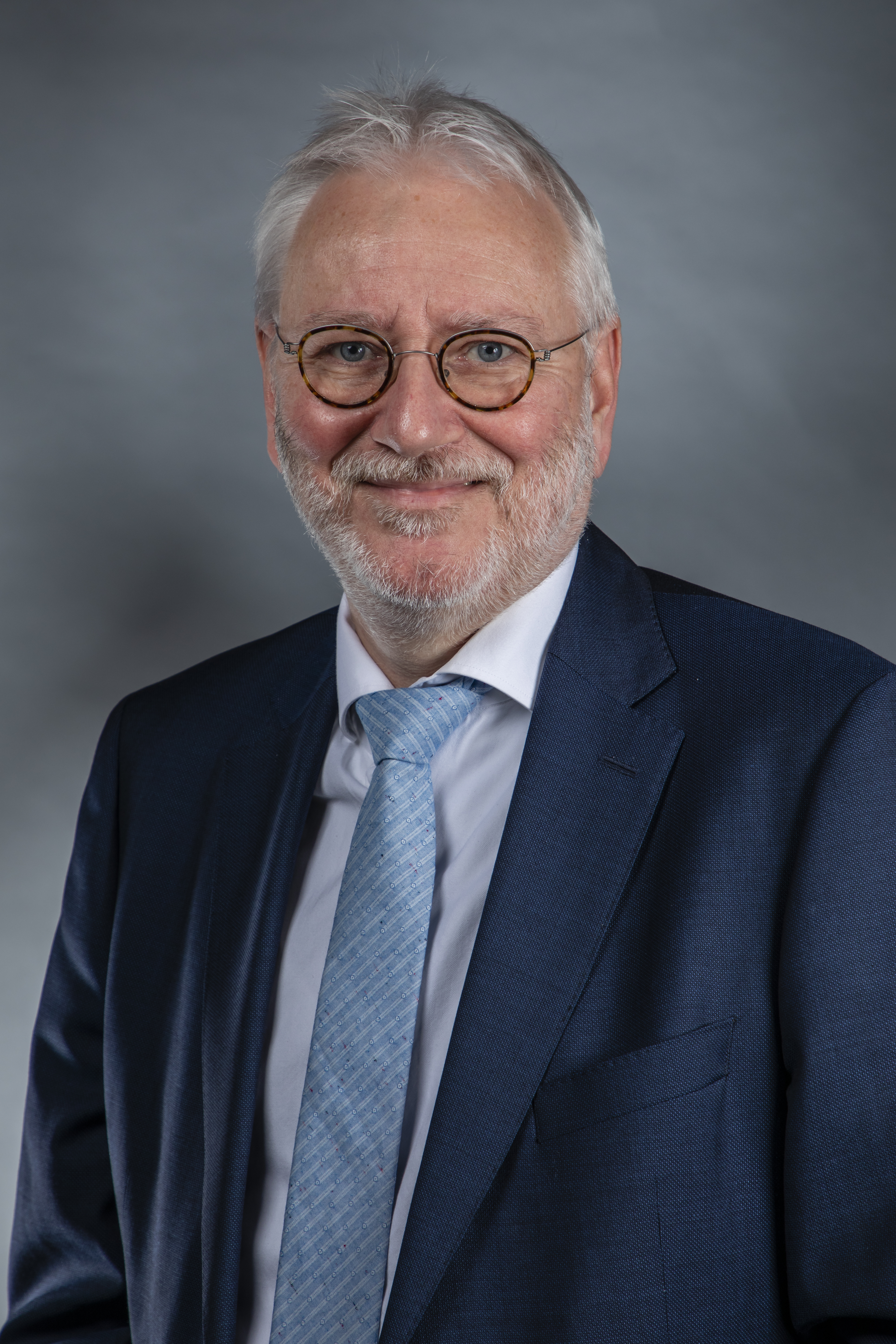
Thomas vom Bruch (2019)

Thomas vom Bruch (* 26. Juni 1961 in Bremen) ist ein deutscher Pädagoge und war von 2001 bis 2007 Staatsrat (CDU) in Bremen. Von 2011 bis 2023 war er Abgeordneter der Bremischen Bürgerschaft.

## Biografie

### Familie, Ausbildung und Beruf
Nach dem Abitur am Gymnasium Horn in Bremen studierte vom Bruch ab 1980 Pädagogik, Politikwissenschaften und Personalwesen an der Universität der Bundeswehr in Hamburg. Er promovierte zum Dr. phil. Nach zwölf Jahren Bundeswehr, er war Offizier, sowie zwei weiteren Jahren Forschungs- und Lehrtätigkeit an der Universität der Bundeswehr wechselte er 1994 auf den Posten eines Abteilungsleiters einer Hamburger Großbrauerei.
Vom Bruch wurde nach 2007 freiberuflicher Personalberater und politisch Deputierter der Bildungsdeputation der Bremischen Bürgerschaft.
Vom Bruch ist verheiratet und hat zwei Kinder. Er wohnt in Bremen - Oberneuland.

### Politik
Vom Bruch ist Mitglied der CDU Bremen. Von 1995 bis 1997 war er  wissenschaftlicher Mitarbeiter der Bremer CDU-Bürgerschaftsfraktion für die Bereiche Bildung, Wissenschaft, Kultur und Sport. 1997 wurde er Geschäftsführer der CDU-Fraktion in der Bremischen Bürgerschaft.
Von 2001 bis 2007 war vom Bruch Staatsrat beim Senator für Inneres, Kultur und Sport als Vertreter von Innensenator Kuno Böse (CDU), dem er im Staatsratsamt folgte. Nach dem Ende der Großen Koalition in Bremen endete seine Tätigkeit als Staatsrat, zuletzt bei Senator Thomas Röwekamp (CDU).
Er ist stellvertretender Vorsitzender des CDU-Stadtbezirksverbands Oberneuland und Mitglied des CDU-Landesvorstandes Bremen. Er leitete die CDU-Kommission für das Grundsatzprogramm des Landesverbandes Bremen. Beim Volksbund Deutsche Kriegsgräberfürsorge, Landesverband Bremen, ist er stellvertretender Landesvorsitzender.
In der 18. Legislaturperiode war er Mitglied der Bremischen Bürgerschaft und bildungspolitischer Sprecher seiner Fraktion. Ende 2012 wurde er ab 2013 zum stellvertretenden Vorsitzenden der CDU-Fraktion gewählt. Bei der Wahl am 10. Mai 2015 wurde vom Bruch nicht wieder unmittelbar in die Bremische Bürgerschaft gewählt. Nach dem Mandatsverzicht der CDU-Spitzenkandidatin zur Bremer Bürgerschaftswahl, Elisabeth Motschmann, war vom Bruch als Nachrücker Mitglied der Bremischen Bürgerschaft in der 19. Legislaturperiode. 2019 wurde er erneut in die Bürgerschaft gewählt.
Bei der Bürgerschaftswahl in Bremen 2023 erhielt er kein Mandat mehr und schied aus der Bürgerschaft aus.
Er war vertreten im
Ausschuss für Integration, Bundes- und Europaangelegenheiten, internationale Kontakte und Entwicklungszusammenarbeit,
im Betriebsausschuss Performa Nord,
im Betriebsausschuss Stadtbibliothek Bremen und Bremer Volkshochschule
und im Verfassungs- und Geschäftsordnungsausschuss,
Vorsitzender des Ausschusses zur Bekämpfung und Prävention von Armut und sozialer Spaltung
sowie Mitglied und Sprecher in der
staatlichen und städtischen Deputation für Bildung.

### Weitere Mitgliedschaften
Er ist stellvertretender Landesvorsitzender des Volksbundes Deutsche Kriegsgräberfürsorge.